# Graduale Novum

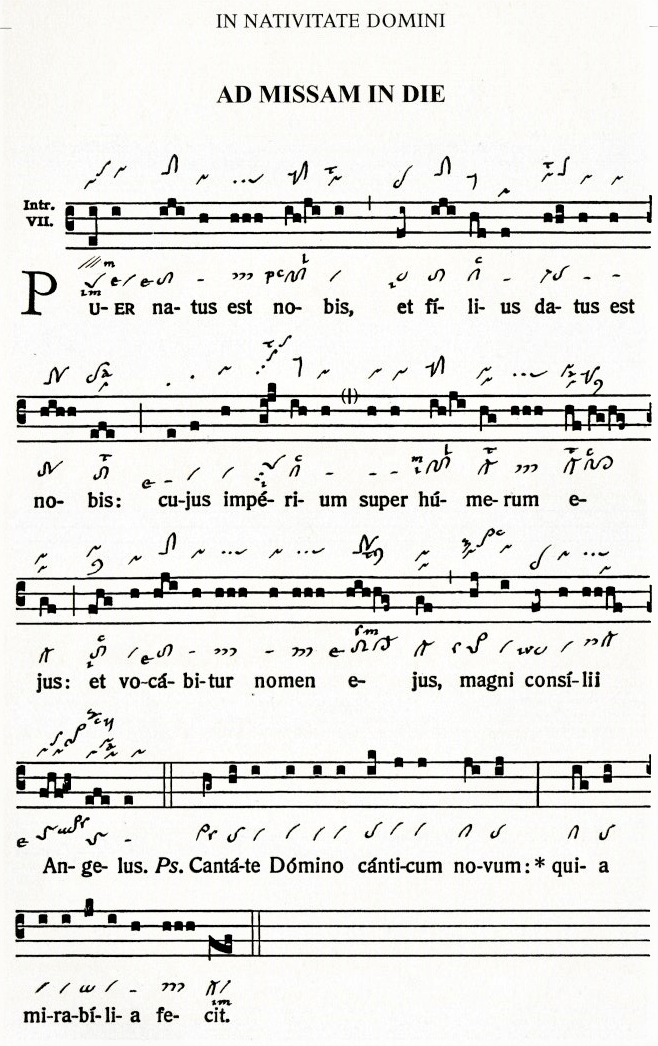
Introitus Puer natus est im Graduale Novum

Das Graduale Novum ist eine moderne Neuausgabe für die gregorianischen Gesänge der heute gültigen römisch-katholischen Liturgie der heiligen Messe, ausgerichtet am Missale Romanum 2002/2008. Das Buch ist eine Editio iuxta typicam, eine offiziöse Ausgabe, welche der für die Messgesänge in lateinischer Sprache 1972 erstellten Editio typica „Ordo Cantus Missae“, dem offiziellen Regelwerk der liturgischen Gesänge für die römisch-katholische Messe, folgt. Darüber hinaus enthält das Graduale Novum erstmals die nötigen Ergänzungen an gregorianischen Gesängen gemäß dem Missale Romanum von 2002/2008, sowohl im Ordo Missae als auch bei den seit 1972 neu eingeführten Messformularen im Kirchenjahr, Heiligenjahr und den diversen anderen Messfeiern (z. B. Feier der  Sakramente und Sakramentalien, Votivmessen). Diese Neuausgabe eines traditionellen Graduale Romanum wurde 2011 (Band 1) und 2018 (Band 2) veröffentlicht. Oberhalb der Quadratnotation der Gesänge sind die Neumen aus der Handschrift von Laon notiert, unterhalb die Neumen der St. Galler Handschriftenfamilie, wie bereits im Graduel neumé (1966) und im Graduale Triplex (1979). Das Graduale Novum steht in der Tradition nachkonziliarer Bücher des Gregorianischen Chorals, die zum Großteil keine offiziellen Ausgaben (editio typica) mehr sind, sondern offiziöse Drucke (iuxta typicam), welche inhaltlich den amtlichen Vorgaben folgen, weil die zuständigen römischen Behörden (Gottesdienstkongregation) selber im Normalfall keine praktischen Editionen mehr vorlegen. Bücher wie das Graduale Romanum 1974 oder das Graduale Triplex sowie andere Publikationen dieser Art sind ebenfalls private Drucke iuxta typicam. Das ist auch aus dem genauen Titel der Bücher herauszulesen. Es ist zu betonen, dass heute die offiziellen Texte für die Messgesänge vorgeschrieben sind, nicht aber mehr (wie vor dem 2. Vatikanischen Konzil) auch die Melodieversionen. Dies ist zuletzt ausdrücklich im Vorwort zum Ordo Cantus Officii. Edition typica altera 2015 festgehalten worden.
Das Graduale Novum wurde von einer Arbeitsgruppe der 1975 gegründeten Internationalen Gesellschaft für Studien des Gregorianischen Chorals (AISCGre) erarbeitet und von folgenden Personen herausgegeben: Christian Dostal, Johannes Berchmans Göschl, Cornelius Pouderoijen, Franz Karl Praßl, Heinrich Rumphorst, Stephan Zippe.

## Entstehung
Das Zweite Vatikanische Konzil hatte in der am 4. Dezember 1963 verabschiedeten Konstitution Sacrosanctum Concilium, Nr. 117, eine kritische Ausgabe der Bücher des Gregorianischen Chorals gefordert. Das Graduale Novum. Editio magis critica iuxta SC 117 erfüllt diese Vorgabe des Konzils.
Die Bearbeitung des Gregorianischen Gesangs und des ersten Bands des Choralbuchs erfolgten im Zeitraum von 1977 bis 2011 durch Mitglieder der AISCGre. Als Arbeitsgrundlage wurde das Graduale Romanum von 1908 verwendet. Zur Restitution wurden die ältesten bekannten Handschriften verwendet, in denen die Melodien durch adiastematische (ohne durchgängige Tonhöhenverhältnisse) oder diastematische Neumen dargestellt sind. Auch für die Erstellung der Editio Vaticana (1908) wurden schon diese Handschriften herangezogen; dies sind Kodizes aus Laon, Einsiedeln und Sankt Gallen. In der Forschung wurde ausdrücklich der Fortschritt der liturgisch-musikalischen Studien zum Gregorianischen Choral berücksichtigt. Einzelne Ergebnisse wurden während der Bearbeitung von der deutschsprachigen Sektion der Gesellschaft als Vorschläge zur Restitution von Melodien des Graduale Romanum im Periodikum Beiträge zur Gregorianik veröffentlicht.
Der erste Band De dominicis et festis (Sonntage und Feiertage) erschien 2011. Er wurde Papst Benedikt XVI. im Rahmen einer Privataudienz vorgestellt. Der zweite Band De feriis et sanctis (Werktage und Heiligenfeste) erschien 2018. Der ebenfalls 2018 erschienene Kommentar von Johannes Berchmans Göschl schildert die Geschichte der Edition und legt die editorischen Grundsätze dar, insbesondere die der Melodierestitution.

## Inhalt

### Band 1De dominicis et festis
Der Inhalt des ersten Bandes gliedert sich (nach dem Vorwort in lateinischer, deutscher, italienischer, englischer, französischer und spanischer Sprache) in die folgenden Teile:
- Proprium im Kirchenjahr für die Sonn- und Feiertage
- Allgemeine Gesänge (Communia)
- Gesänge und Propria für ausgewählte Heilige
- Totenmesse
- Eigenfeiern des Benediktinerordens
- Ordinarium
- Verschiedene Messgesänge
- Alleluia-Gesänge in den acht Kirchentönen
- Index

### Band 2De feriis et sanctis
Band 2 ist wie Band 1 aufgebaut und enthält zunächst einmal alle Gesänge gemäß dem Ordo Cantus Missae 1972, welche in Band 1 fehlen, einschließlich der Anhänge des traditionellen Graduale Romanum. Dazu kommen noch alle Ergänzungen zum Ordo Missae, die mit der dritten amtlichen Auflage des römischen Messbuchs 2002/2008 notwendig geworden sind. Dazu gehören z. B. auch eine Melodie für das Credo Apostolicum oder die neuen Entlassungrufe. Für die seit 1972 neu eingeführten Messformulare (vor allem Heiligenfeste) werden Vorschläge zur Auswahl der Propriumsgesänge gemacht. Damit ist es mit dem Graduale Novum möglich geworden, Messfeiern mit gregorianischen Gesängen in vollständiger Übereinstimmung mit dem Missale 2002/2008 zu singen. Ein umfangreicher Gesamtindex erschließt die beiden Bände mit allen nötigen zusätzlichen biblischen, historischen und liturgischen Angaben, ein Kurzindex erleichtert schnelleres Suchen.

## Unterschiede zum Graduale Romanum bzw. Graduale Triplex
Es gibt eine Reihe von objektiven Unterschieden zwischen der Ausgabe des Graduale Novum und den Ausgaben des Graduale Romanum beziehungsweise des nachträglich herausgegebenen Graduale Triplex, dem ebenso wie dem Graduale Novum die ältesten adiastematischen Neumenhandschriften hinzugefügt wurden:

### Melodie und Notation
- Das Graduale Novum verzichtet auf den Asteriscus, der die Textstelle markiert, bei der die Choralschola nach dem Anstimmen des Kantors einsetzen soll.
- Im Graduale Novum werden zugunsten der üblichen Finalis einerseits Transpositionen vermieden, andererseits jedoch auch eingeführt, was die Benutzung von Versetzungszeichen (fis und es) erforderlich macht, die im Graduale Romanum gar nicht vorkommen. Hierbei kommt es auch zu abweichenden Kirchentonarten.[5]
- Das Graduale Novum verwendet Versetzungszeichen (für die Töne es, fis und cis), sodass auch bei nicht-transponierten Stücken nicht-diatonische Melodien entstehen.[6]
- Es gibt zahlreiche (meist kleinere) Unterschiede bei der Angabe der diastematischen Melodien in der Quadratnotation. An einigen Stellen werden die im Graduale Romanum als zwei aufeinanderfolgende kleine Terzen angegebene Melodieverläufe wie fa-re-si(durum) oder si(molle)-sol-mi, die einen gebrochenen verminderten Dreiklang ergeben, im Graduale Novum in anderer Form angegeben.[7] An einigen Stellen ist im Graduale Novum das Versetzungszeichen in eckige Klammern gesetzt (Beispiel: [♭]), wenn die im Mittelalter präferierte Tonhöhe aus den zur Verfügung stehenden Handschriften nicht eindeutig rekonstruiert werden konnte. In diesem Fall soll die gesungene Tonhöhe von den Sängern entschieden werden.[8]

### Text
- Es gibt gelegentlich Abweichungen bei den Texten, wobei diese teilweise auch im Graduale Triplex nachgetragen wurden.
- Das Graduale Novum verwendet den Buchstaben „J“, wie zum Beispiel im Wort „Jerusalem“, der weder in den neueren Ausgaben des Graduale Romanum (inklusive des Graduale Triplex) noch in den mittelalterlichen Handschriften auftaucht.
- Dem Graduale Novum fehlen die kleinen Doxologien „Gloria Patri“, die bei allen Antiphonen in allen Kirchentonarten nach dem Vers gesungen werden.
- Im Graduale Novum werden die Textstellen der Bibel nicht bei den einzelnen Stücken, sondern am Ende im Index Alphabeticus Cantuum II angegeben.

### Satz
- Beim Graduale Novum wird ausschließlich schwarze Druckfarbe verwendet, wohingegen beim Graduale Triplex die adiastematischen Neumen unter den Liniensystemen rötlich gedruckt werden.
- Der Schriftgröße ist im Graduale Novum etwas geringer.
- Der Notenzeilenabstand ist im Graduale Novum größer (maximal sechs Zeilen pro Seite) als im Graduale Romanum (maximal neun Zeilen pro Seite).

### Ausgaben
- Graduale Novum – Editio magis critica iuxta SC 117
seu Graduale Sanctae Romanae Ecclesiae Pauli PP. VI cura regcognitum, ad exemplar ordinis cantus Missae dispositum, luce codicum antiquiorum restitutum nutu Sancti Oecumenici Concilii Vaticani II, neumis Laudunensibus et Sangallensibus ornatum
  - Tomus I: De dominicis et festis. ConBrio Verlagsgesellschaft, Regensburg 2011, ISBN 978-3-940768-15-5.
  - Tomus II: De feriis et sanctis. ConBrio Verlagsgesellschaft, Regensburg 2018, ISBN 978-3-940768-74-2.

### Sekundärliteratur
- Johannes Berchmans Göschl: Graduale Novum – Editio magis critica iuxta SC 117. Kommentar. ConBrio Verlagsgesellschaft, Regensburg 2018, ISBN 978-3-940768-70-4.
- Franz Caiter: Sprachliche Fehler im Graduale Novum, Wilhering Dip3-Bildungsservice-GmbH, 2011, ISBN 978-3-902686-99-2